# نوع التربة

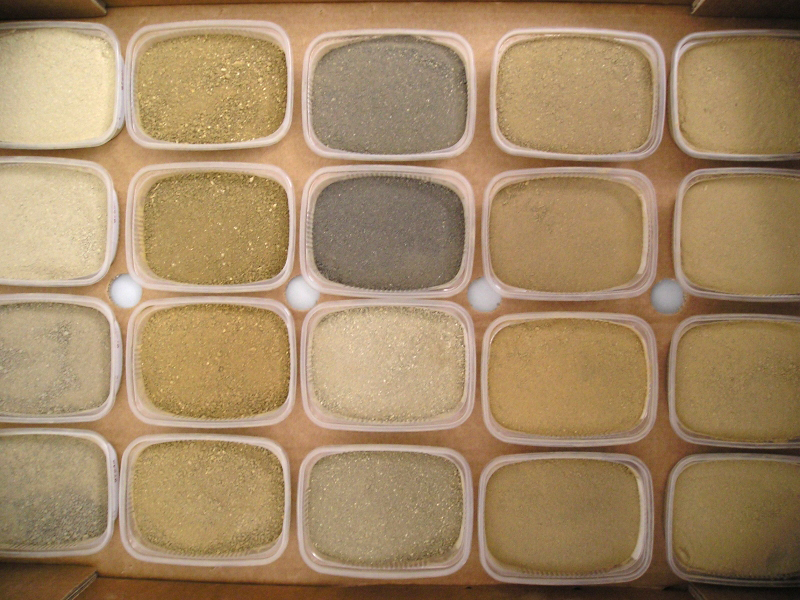
أنواع التربة

فيما يتعلق بقوام التربة ، عادة ما يشير نوع التربة (بالإنجليزية: Soil type )‏ إلى الأحجام المختلفة من الجسيمات المعدنية في عينة معينة . وتتشكل التربة جزئياً من جسيمات صخور الأرض الدقيقة، المجمعة طبقاً لحجمها كرمال ، طمي و طين . ويلعب كل حجم دوراً مختلفا إلى حد كبير .
على سبيل المثال، الجسيمات الأكبر حجماً وهي الرمل، تحدد خصائص التهوية والصرف في حين أن الجسيمات الأصغر حجماً وهي جزيئات الطين الشبه مجهرية، تعتبر نشطة كيميائياً حيث ترتبط بالمياه والمغذيات النباتية . وتحدد نسبة هذه الأحجام نوع التربة : إن كانت طين، طفال، طين- طفال، طمي- طفال وهكذا .
وبالإضافة إلى التركيب المعدني للتربة، فإن الدبال (المواد العضوية) يلعب أيضاً دوراً حاسما وهاما في خصائص التربة وخصوبة الحياة النباتية .
وقد يتم خلط التربة مع تجمعات أكبر حجماً مثل الأحجار أو الحصى . وليست جميع أنواع التربة منفذة مثل الطين الخالص .
هناك العديد من تصنيفات التربة المعترف بها على الصعيدين، الدولي والوطني .

## وصلات خارجية
- Soil classification systems
- A Compendium of On-Line Soil Survey Information Soil Classification for Soil Survey
- Determining Soil Types
- OSHA Soil Classification - 1926 Subpart P App A